# 格力高·森永事件
格力高·森永事件（日语：グリコ・森永事件），指1984年至1985年期间，以江崎格力高食品公司社长江崎勝久被绑架、索要赎金为开端，最终发展成向众多日本食品企业发出投毒威胁索要赎金的犯罪案件。这一案件在当时的日本社会造成了非常重大的影响，日本警察廳动员了大量的人力物力参与侦查这一案件，并将其列为警察厅广域重要指定114号事件（日语：警察庁広域重要指定114号事件）。最多时有130万名调查人员在全国各地参与本案，警方询问、调查了近12万5千名涉案人员，获得2万8千条线索。至今仍未将罪犯捉拿归案。2000年2月13日，愛知氰化氢巧克力事件的殺人未遂罪時效已過，本案全部相關事件的公訴時效成立，成為警察廳廣域重要指定事件中首起未解決事件，是日本知名的懸案。
因为「除斥期間」（追訴期）已過，此案被人们视为完美犯罪，但对于犯罪嫌疑人的讨论未曾停止，其影响也延伸到日本国境以外，引发了日本国内外的罪犯跟进模仿。因为罪犯自称为「怪人二十一面相」（模仿江戶川亂步筆下的虛構人物「怪人二十面相」；臺灣、香港翻譯為「千面人」），本案有时也称怪人二十一面相事件（日语：かい人21面相事件）或森永千面人事件。值得庆幸的是由于罪犯每次都会事先预告，并没有人因为有毒食物而受到身體伤害，但相关企业受到的经济和名誉损失却是非常巨大的。

## 经过

### 源起
案件的最初发端是江崎格力高社长被绑架事件，1984年3月18日晚上9点左右於兵库县西宫市，兩名持枪男子闯入江崎勝久社长母親的家中，將其女綑綁，在拿取社長家的鑰匙後離開，在9點30分時闖進社長家，袭击了社长夫人和7岁的长女，將正在洗澡的江崎勝久綁架帶走。次日凌晨1:40根据绑匪的电话，警察找到了打印在纸上的字条，要求用10亿日元现金和100公斤的黄金做交换。21日下午2点，江崎勝久自行逃出并和警方取得了联系，警察搜查了监禁江崎社长的废旧仓库然而一无所获。
然而事情并没有因此结束，同年4月2日江崎社長又在家中收到了一份恐吓信，要求他在4月8日派人将6000万日元送至某咖啡店，信封中还有一个装着盐酸的眼药水瓶和一盒磁带，磁带中的声音和绑架者相同。4月8日这一天警方试图逮捕接头人却发现并非罪犯本人，同一天產經新聞和每日新聞的大阪分社还收到了一封挑战信。2天后的4月10日晚上8点50分，大阪市西淀川区格力高办公大楼被纵火，职员更衣室和试制室约150平米的地方被烧毁。9点20分，3公里外的格力高营养食品公司车库内也发生了纵火案件，好在只是一辆小货车被点燃，火势很快就被扑灭了，同时根据职员回忆曾目击到一个穿着牛仔裤、工作服和白面罩的可疑男子。大阪府警方试图搜查纵火犯时受到了无线电干扰，导致警察之间无法正常交流。第二天上午8点，江崎社长接到了威胁电话，格力高的各个分公司开始提高警惕以防止出现新的纵火案件。

### 升级
4月12日，警察厅将这一系列案件列为“警察廳广域重要指定事件114号”。同月23日，江崎又收到了一份威胁书，要求次日在丰中市指定饭店交付1亿2千万日元。同一天，产经新闻和每日新闻的大阪分社都受到了来自罪犯的挑战书，在这一封挑战书中罪犯第一次自称「怪人二十一面相」。次日警方试图逮捕接头人，却不停地接到罪犯的指令在多个地点之间来回奔波，最后仍然扑了个空。5月9日又在格力高大阪工厂附近的道路上发现了三个装满汽油的家用洗涤剂塑料桶。
5月10日，怪人二十一面相再次向每日新闻、读卖新闻、产经新闻、朝日新闻四大报社发送了挑战信，在这一封信中他第一次威胁如果不支付现金，就向格力高的巧克力内投放剧毒的氰化物。后来伊藤洋华堂、佳世客、大荣公司等连锁超市纷纷撤下了格力高的产品。结果警方真的在兵库县西宫市的便利店内发现混有氰化物的巧克力，点心还附有署名怪人二十一面相的字条，寫道「此物有毒危險，吃的話會死」的標語。在便利店的监视录像中警方认定一名棒球帽男子有嫌疑。5月20日，和格力高有生意来往的長岡香料公司收到威胁信，要求他们通知格力高在茨木市指定饭店交付3亿日元，如果同意的话就在長岡香料门前并列停放3辆汽车。23日，大阪证券交易所估计，格力高受此事件影响，将至少损失50亿日元。26日，格力高派人到指定饭店接头，却没有看到罪犯出现。5月30日，長岡香料又收到了第二封威胁信，内容和上一封大同小异，只是时间地点改为了6月2日在攝津市的某停车场。
晚上8点45分左右，警察们在指定的停车场发现了可疑男子，于是追上他的汽车将其追捕。然而这时才发现，此人只是一名无辜青年，因为数分钟前被3名男子攻击并绑架了他的女友，以女友安危为威胁才接受指令前往停车场。6月26日怪人二十一面相向四大报社发出书信，宣布结束对格力高的威胁，宣称“日本的天气太热，要去伦敦、巴黎等地避暑明年1月再回来”。格力高的股价因此上涨，产品生产也逐渐恢复。

### 扩散
然而，並非就此打住，与之相反的是怪人二十一面相开始向更多的食品企业发送威胁信。其实在6月22日，丸大食品就收到了一份威胁信，信上说如果不想和格力高拥有同样的下场就准备5千万日元，同意的话就在报纸上刊登招聘時薪工人的信息，并指定28日为交钱日期。28日，罪犯通过事先录好的女性声音，打电话指示接头人在多个不同地点之间到处转移，最终还是一无所获。然而，在移动过程中警员们曾发现一个眉毛细长的男子（通稱「狐目男」）行动可疑并对其追踪，然而在车站内此人利用人群为掩护甩掉了追踪人员。7月3日罪犯再次向丸大警告，7月6日警员们按照罪犯的指示出现在目标地点却没有发现罪犯出现，丸大食品受到的威胁暂告一个段落。
9月12日，又出现新的受害者。怪人二十一面这次的目标是森永製菓，要求森永如果不想和格力高一个下场的话，18日在指定饭店交付1亿日元。第二天在森永製菓关西销售本部的信箱内发现了氰化物药丸。和森永製菓同属一个集团的森永乳業曾在1955年爆发过森永牛奶砷中毒事件，造成数百婴儿死亡，影响恶劣，直到1969年还受到诉讼官司的牵连。
因此森永製菓的松崎昭雄社长立即想办法筹备了一亿日元现金，然而罪犯并没有出现在约定的地点，这次出现在电话中的录音来自于儿童。10月7日，在7家店铺内發现了含有氰化物的森永牌食品，上面都贴着怪人二十一面相署名的纸条。第二天怪人二十一面相又向阪急百货店等27间销售商发出了威胁信，扬言要在更多的产品内投放氰化物，让他们撤下森永製菓的产品。同一天怪人二十一面相又向媒体发送了挑战书，这次除了四大报社外还加上了日本放送協會。在挑战书中，怪人二十一面相不仅提到了曾经的森永奶粉，还指名道姓对警察廳长官鈴木貞敏、大阪府警察以及兵庫縣警察本部长官做出挑战。另外，后来总共在在大阪府、兵库县、京都府、爱知县13个店铺内发现了投放有氰化物的点心。除此以外，日本放送協會也收到了氰化物药丸。
10月11日，警方公开了4月24日格力高以及9月18日森永製菓案件中的电话录音，学者们根据女人和儿童的口音做了一些分析，不过也没有取得一致的意见，第二天森永宣布5家工厂削减一半产能。10月15日，警方从全家便利商店甲子园口店的监视录像上发现了一个可疑男子，此人约20、30岁，戴着巨人队的棒球帽，穿着夹克、白色裤子。先前收到威胁书的销售企业，有些仍然在销售森永製菓的产品，10月16日之后这些公司也陆续收到了放有氰化物的威胁信，于是便有更多的销售商撤去了森永的产品。10月17日，森永製菓为节约成本撤去了在全国各地的电视广告。11月1日，怪人二十一面相再次向四大报社发出了挑战书，同时向森永奶粉的副社长发出了一封威胁信，这次他的要求提升至2亿日元，要求森永如果同意的话就在5日或6日的报纸上刊登一条指定内容的寻人启事。而截至此时，森永製菓的生产能力已经削减到了原来的十分之一，于是森永製菓按照犯人的要求刊发了寻人启事。
然而，在森永方面做出妥协的同时，怪人二十一面相又在策划新的犯罪活动。11月7日，著名咖哩制造商好侍食品也收到了威胁信。在给代表董事长浦上郁夫的信中，怪人二十一面相提到，格力高森永为了免交几千万日元的赎金结果损失了数亿，昏庸无能的警察是靠不住的。同时又约定11月14日为交易日期，同一天森永在东京证券交易所公布了9月中期的财务状况，估计受此事件影响其损失接近200亿日元。不过好侍食品还是报告给了警方，11月12日大阪府警察刑事部長鈴木邦芳向各家媒体请求对报道进行管制，因此11月13日四大报社的东京分社收到威胁信的时候并没有进行报道。
11月14日的这次交易，本来是日本警察最有可能抓获怪人二十一面相集团成员的一次机会，但由于搜查本部和县警察之间沟通不够而错失良机。这一次犯人同往常一样利用录音在电话中遥控指挥，让办案人员在不同地点来回奔波。在大津服务区停车场，曾参与过丸大案件的警官发现了一个30至40岁，带着高尔夫帽和墨镜的可疑男子，经辨认此人和狐目男非常相似，但是此人在50、60米外观察了一下运钞车很快就消失了。正当众人带着钱款，按照指令从草津停车场前往名古屋方向寻找白旗标志时，滋贺县巡查在白旗不远处的公路上发现了一辆可疑白色客货两用车，由于没有和搜查本部联系，他们并不知道当日的案件便开始盘问。车内的司机是个大约40岁的男子，戴着巨人队的棒球帽，发现情况不对后立刻逃跑。此时大约是晚上9点18分，滋贺县警方很快就跟丢了，虽然9点25分就找到了白色小车，但是司机已经没了去向。同时还在车内发现可以窃听警方谈话的对讲机一部，还有似乎是用来固定白旗的铁丝，事后调查表明这辆车是偷来的。虽然处于新闻管制之中，但还是有一些没有加入新闻协会的报社进行了报道。11月18日和19日，森永製菓和好侍食品相继接到了新的威胁信。24日怪人二十一面相再次向媒体发出了挑战书，26日干脆把挑战书寄给了兵库县警察本部长官吉野毅，讽刺警方在14日的搜查活动中无能，30日大阪府警察本部长官四方修也收到了类似的挑战书。
12月7日，另一家食品企业不二家收到了装有氰酸钠的威胁书。15日的威胁书则指示不二家在大阪的阪神百貨店顶楼抛洒2000万日元现金，26日又指示在东京池袋的高楼上抛洒2000万现金。但是不二家没有妥协，外界也不知道不二家也被卷入了这一连串的案件。不仅如此，怪人二十一面相还在26日寄给媒体的挑战信中宣称由于新年将至，停战一段时间。第二年1月10日，警方公布了狐目男的画像，第二天不二家受到威胁的事情见诸报道。1月16日，读卖新闻大阪总社门前的柱子后面发现了含有氰酸钠的森永製菓点心。1985年2月13日、14日两日期间在东京和名古屋又发现了大量的有毒点心。2月27日，怪人二十一面相在新的挑战书中宣布放过森永製菓。但是到了3月6日，他们又开始向骏河屋索要5000万日元，只是自那以后就没再联系过骏河屋。

### 事件終息
在威胁过骏河屋之后的大约半年时间里，犯人的活动相对减少。1985年8月7日，滋賀县警察本部长官山本昌二于退休日，自焚身亡，以此谢罪。8月12日，罪犯向媒体发表公告，声称“对牌面公司的折磨到到此为止······恶人的生活真有趣”（くいもんの 会社 いびるの もお やめや…悪党人生 おもろいで），停止一切活动，內文表示此公告作為向山本本部長的奠儀金，同一天，好侍食品社长浦上郁夫為了去前任社長的墓前報告此事，卻不幸遇上日本航空123號班機空難而罹難身亡。
从此以后怪人二十一面相没有再进入过公众的视线当中，也不再發動其他犯罪或威脅行動。

## 关联事件
早在6年前的1978年8月17日，江崎格力高就曾收到过一份带有磁带的威胁信。信中要求格力高支付1亿7500万日元赎金，以此避免造成3亿日元的损失。这似乎可以看做是后来一系列案件的预告，在这个案件中犯罪嫌疑人也曾要求在报纸上刊登广告表明同意支付钱款。警方日后对这盘磁带以及本案中的磁带做了声纹比较，认为早先的这个男人可以确认为犯罪人员中的一个。

## 事件特征
在这个案件中，犯人大规模地进行食品投毒，还多次对媒体以及警方发出公然挑战。在一年半的时间内，企业、媒体以及警方共收到了144封挑战信。然而，进行了这么多活动后犯人却什么也没得到，也并没有人因为有毒食物而死亡。犯人的信中似乎暗示格力高支付了6亿日圓，但是以格力高为首的食品企业则表示从未支付过。也有人猜测犯人从股票价格的波动中获得了利益。受到本案影响，日本警方开始换装拥有加密设施的数字对讲机。有意思的是，即便能够抓到罪犯，对于其向食物中投放氰化物的行为最多也只能制定杀人未遂的罪名。因而国会通过了防止向流通食物中混入毒物的新法规，但是不适用于本案。在绑架案、纵火案中同样都没有人员伤亡，6月2日遭到胁迫的少女后来也安然无恙。因此，民众并没有强烈地憎恶罪犯，还对其拥有一种义贼的感觉。

## 犯人身份推测
虽然没有抓到罪犯，但是社会各界关于犯人的真实身份却有着各种各样的猜测。诸如北朝鮮特工、大阪夜間金庫事件的犯人、股价操纵说、原在职警察、原左翼活动家等等、各种复杂的阴谋论假说。犯罪嫌疑人之一的狐目男的画像，也向公众公开了。

### 江崎家有关人士
这种假说认为罪犯是和格力高社长江崎家有牵连的内部人员，主要的依据是犯人对江崎家的情况非常了解。比如最初的绑架案中犯人曾经叫了社长长女的名字，而且还能知道江崎社长专职司机的姓名，江崎社长被绑架在仓库的时候，犯人使用的大衣是格力高青年学校的制服等等。而寄给其他企业家的威胁信中都是以姓氏称呼，给固力果的则是直呼全名，再加上1978年时就曾发生过类似的事件。

### 股价操纵说
1984年1月时格力高的股价为745日元，等到绑架、纵火案发生后的5月17日跌至589日元。如果犯人在下跌前将其卖空，趁股价低潮时大量买进便可获得高额利润。警方也曾经对案发前后大量买卖相关公司股票的人做过调查。

### 部落民差别对待说
该学说认为罪犯是受到歧视的部落民，不过部落解放同盟对相关调查进行抗议。

### 宮崎学說
宮崎学是一名日本作家，长相酷似曾被目击的狐目男，案发时正在担当股市专栏的作家，而且也是部落民出生，父亲是地方黑社会组织的头目，在学生时期曾参与过左翼活动，其继承的建筑公司正因欠债而面临倒闭的前景。然而，案发时宫崎学有确凿的不在场证明。日后，宫崎学和友人大谷昭宏合作出版了一书，是本案重要的参考资料。

### 朝鮮特工
事件结束后产经新闻的周刊文春曾报道过被抓获的朝鮮工作人员的录音带，声音和1978年案件中的相似，不过调查也没有得出什么结果。

### 原黑社会集团组长
1990年搜查本部把重点放在了曾做过黑社会组长的企业家里，发现了曾向受害企业的有关人员银行账户中汇去3亿日元的事情。还有曾使用过同样的打字机、车辆的嫌疑，不过在对大量人员做过调查以后还是排除了嫌疑。这个调查的结束也基本意味着寻找本案罪犯的努力宣告终结。

## 类似事件與預防
由于怪人二十一面相引起了重大的社会影响，导致模仿犯罪大量产生。1984年时就发生了31起，此后又上升至444件。还有小学生为了得到游戏机而威胁日本雀巢公司。到后来，罪犯为了证明自己是真正的怪人二十一面相而不得不在威胁信中附上格力高社长江崎勝久的录音磁带。事發後許多食品業者也因此設計出遭到穿刺會明顯膨脹、漏出和迅速腐敗，並將舊產品用塑膠外膜保護等等拆封後不可復原的包裝形式。

### 台灣
1984年时台湾将本案件称为千面人案件加以報導，1984年12月27日就有台中市男子试图模仿本案，向泡麵公司索要金钱，之後類似的下毒勒贖案件頻傳，直到1999年刑法明定毒化飲食物品罪後才減少。在這期間最嚴重的事件當數1987年9月16日，臺中縣潭子鄉兩名女童吃泡麵及統一蜜豆奶後疑因氰化物猝死，不久之後有歹徒在鋁箔包飲料中以氰化物下毒向統一公司勒贖被逮捕，引起兩案件之間的聯想及社會恐慌，但檢方調查後並未發現兩案件之相關性。
而2005年造成1死3傷的毒蠻牛事件，罪犯也承认是受本案启发。

## 關聯項目
- 笑臉男
- 罪之聲
- 芝加哥泰諾鎮痛藥藥品谋杀案（英语：Chicago Tylenol murders）